# NTV (ロシア)
NTV（エヌテーヴェーまたはエヌテーベー、露: Телекомпания НТВ）は、ロシアのテレビ局。1993年設立。НТВ (NTV) は社名の略称ではなく、Независимое (独立)、Новое (新しい)、Наше (我々の) などを意味するН (N) とТелеВидение (TeleVision、TV) に由来する。

## 概要

### 設立
設立当初は政権批判も辞さない自由な報道姿勢で知られていた。エリツィンが大統領だったころは、現地での状況をありのままに伝えるようにしていた。これは、エリツィンの支持率下落にも繋がった。

### 圧力
しかし、2000年にウラジーミル・プーチンが大統領就任1ヶ月後、当時NTVのオーナーだったグシンスキーが横領と詐欺の疑いで逮捕された。逮捕されたオーナーは、保釈と引き換えにNTVの株式を手放した。また、最終的には株式の半数を国営企業であるガスプロム社が保持することとなり、旧経営陣は経営難を理由に一掃された。なお、プーチンは自身の持論のなかで「報道の自由には健全な経営が必要」と語っている。こうした圧力の中で、当時NTV社長だったエブゲーニ・キセリョフやエレーナ・マシューク、タチアナ・ミトコーワなどが市民とともに大規模な抗議集会を開き反対運動を展開した。こうした反対運動の中、キセリョフやマシュークは他のNTV社員と共にクレムリン宮殿でプーチンに抗議する機会が設けられたこともあった。プーチンは当初、キセリョフらをなだめるような態度で接したが、説得が不可能と分かると敵意に満ちた態度をとるようになった。この後、グシンスキーの横領事件との関連で、連日記者たちが検察庁で取り調べられたりした。こうした圧力の中、NTV全社員約1000人のうち、キセリョフやマシュークを含む300人の社員がNTVを去った。ミトコーワも当初NTVを去るつもりだったが、新しい経営陣からの直接説得でNTVに残ることを決めた。NTV残留を決めたミトコーワは、その直後に報道部長に抜擢され、最終的にはニュースの編集責任者にまで昇進した。逆に、NTVを去ったキセリョフは、当初別のテレビ局に移籍した。しかし、そのテレビ局の放送免許が突然取り上げられるなどの目にあった。
こうした一連の事件については、日本で2008年5月12日に総合テレビのNHKスペシャルにおいて「言論を支配せよ “プーチン帝国”とメディア」というタイトルで放送された。
NTVに限らず、プーチン政権発足後、政府によるメディア支配政策が推し進められ、ロシアでは言論の自由、報道の自由が失われつつある。